# فريدون صاحب جم
فريدون صاحب (بالفارسية:فریدون صاحب جمع) (1933م - 2008م)، صحفي فرنسي من أصل إيراني، عمل مراسلًا حربيًّا وروائيًّا، وعاش في «نويي سور سين» في فرنسا. حظي بتقدير عالمي عن روايته رجم ثريا: قصة حقيقية. يعتبر أول صحفي يتناول جرائم إيران ضد المجتمع البهائي في إيران، والاستغلال السافر للأطفال في الجيش الإيراني خلال الحرب التي استمرت ثمانية أعوام بين إيران والعراق. تناولت آخر مقالاته الحرب على العراق ونُشرت في الصحيفة الفرنسية اليومية «لو تيليجراف»